# Habenaria longitheca
Habenaria longitheca är en orkidéart som beskrevs av Gunnar Seidenfaden. Habenaria longitheca ingår i släktet Habenaria och familjen orkidéer.
Artens utbredningsområde är Thailand. Inga underarter finns listade i Catalogue of Life.